# 이탈리아 U-18 축구 국가대표팀
이탈리아 U-18 축구 국가대표팀(이탈리아어: Nazionale Under-18 di calcio dell'Italia)은 이탈리아를 대표하는 18세 이하의 축구 국가대표팀으로, 이탈리아의 축구 관리 기관인 이탈리아 축구 연맹의 관리를 받는다.

## 역대 감독
| 감독            | 임기        |
| --------------- | ----------- |
| 알베리코 에바니 | 2010 ~ 2013 |